# Gana nos Jogos Olímpicos de Verão de 2008
Gana competiu nos Jogos Olímpicos de Verão de 2008, em Pequim, na China.
O país estreou nos jogos em 1952 (quando competiu como Costa do Ouro, ainda colônia do Reino Unido) e esta foi sua 12ª participação.

## Desempenho

### Atletismo
| Prova       | Atleta          | Elims. | Elims. | 1/4 de final | 1/4 de final | Semifinal   | Semifinal   | Final       | Final       |
| Prova       | Atleta          | Tempo  | Pos.   | Tempo        | Pos.         | Tempo       | Pos.        | Tempo       | Pos.        |
| ----------- | --------------- | ------ | ------ | ------------ | ------------ | ----------- | ----------- | ----------- | ----------- |
| Aziz Zakari | 100 m masculino | 10.34  | 33     | 10.24        | 23           | Não avançou | Não avançou | Não avançou | Não avançou |
| Seth Amoo   | 200 m masculino | 20.91  | 33     | Não avançou  | Não avançou  | Não avançou | Não avançou | Não avançou | Não avançou |
| Vida Anim   | 100 m feminino  | 11.47  | 27     | 11.32        | 14           | 11.51       | 16          | Não avançou | Não avançou |
| Vida Anim   | 200 m feminino  | DNS    | DNS    | Não avançou  | Não avançou  | Não avançou | Não avançou | Não avançou | Não avançou |

### Boxe
| Atleta                | Peso               | 1/16 de final               | 1/8 de final            | 1/4 de final           | Semifinais             | Final                  |
| Atleta                | Peso               | Adversário e resultado      | Adversário e resultado  | Adversário e resultado | Adversário e resultado | Adversário e resultado |
| --------------------- | ------------------ | --------------------------- | ----------------------- | ---------------------- | ---------------------- | ---------------------- |
| Manyo Plange          | Mosca-ligeiro      | PHI H. Tañamor V 6:3        | BRA P. Carvalho D 12:21 | Não avançou            | Não avançou            | Não avançou            |
| Issah Samir           | Galo               | VEN H. Manzanilla D 10:13   | Não avançou             | Não avançou            | Não avançou            | Não avançou            |
| Prince Dzanie         | Pena               | CUB I. Torriente D 2-11     | Não avançou             | Não avançou            | Não avançou            | Não avançou            |
| Samuel Kotey Neequaye | Meio-médio-ligeiro | GBR B. Saunders D KO (1:24) | Não avançou             | Não avançou            | Não avançou            | Não avançou            |
| Ahmed Saraku          | Médio              | ARM A. Hakobyan D 8:14      | Não avançou             | Não avançou            | Não avançou            | Não avançou            |
| Bastir Samir          | Meio-pesado        | NGR I. Dauda V RSC          | BRA W. Silva D 7:9      | Não avançou            | Não avançou            | Não avançou            |